# 异叶蔓荆
异叶蔓荆（学名：Vitex trifolia var. subtrisecta）为马鞭草科牡荆属下的一个变种。

## 扩展阅读
- 維基物種上的相關：异叶蔓荆